# Eivør Pálsdóttir

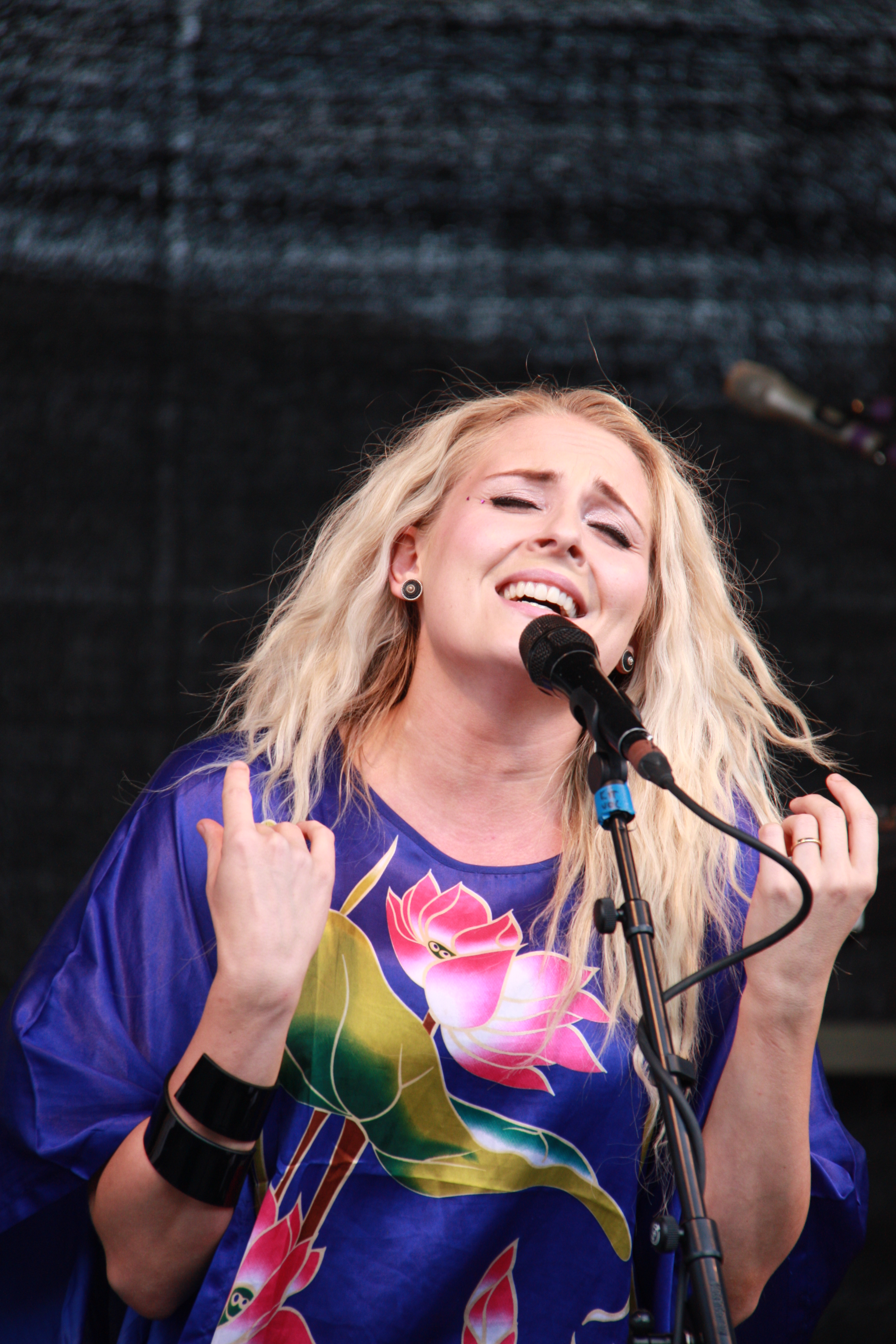
Eivør Pálsdóttir, 2011

Eivør Pálsdóttir (výslovnost [ˈaivœɹ ˈpɔlsˌdœʰtəɹ]IPA; narozená 21. července 1983 Syðrugøta) je faerská zpěvačka-skladatelka s charakteristickým hlasem a širokým žánrovým rozpětím zahrnujícím rock, jazz, folk, pop a klasickou hudbu. Inspirativní kořeny získala ve faerských baladách.
Jejími rodiči jsou Sædis Eilifsdóttir a Páll Jacobsen.

## Hudební kariéra
V televizi poprvé vystoupila ve třinácti letech a následně vyhrála národní pěveckou soutěž. Od roku 1999 – patnácti let věku, zpívala v rockové kapele Clickhaze. Následujícího roku vydala debutové eponymní album Eivør Pálsdóttir. V roce 2001 kapela Clickhaze zvítězila ve faerské soutěži Prix Føroyar a  následující rok odešla zpěvačka do islandského Reykjavíku studovat klasickou hudbu a jazz.
Druhá sólová deska v pořadí nesla název Krákan a získala tři nominace na islandských hudebních cenách 2003. Eivør byla vyhlášena nejlepší zpěvačkou roku a také zvítězila v kategorii nejlepší vystoupení roku, standardně udělované islandským hudebníkům.
Třetí sólové album eivør vydané v listopadu 2004, na kterém spolupracovala s Kanaďanem Billem Bournem, se stalo nejlépe prodávanou faerskou deskou na americkém trhu v historii.
9. února 2005 získala premiérové ocenění Faeřan roku (ársins føroyingur 2004). Další album produkované Dónalem Lunnym a nahranév Dublinu bylo vydáno v roce 2007 v anglické verzi Human Child, a také ve faerské podobě Mannabarn.

## Diskografie
- Eivør Pálsdóttir (SHD 50, tutl 2000)
- Clickhaze EP (HJF 91, tutl 2002)
- Yggdrasil (HJF 88, tutl 2002)
- Krákan (12T001, 12 tónar 2003)
- Eivør (12T010, 12 tónar 2004)
- Trøllabundin (společně s Big bandem dánského rádia 2005)
- Human Child (R 60117-2, RecArt Music 2007)
- Mannabarn (R 60116-2, RecArt Music 2007, anglická verze Human Child)
- Eivör Live (SHD125, tutl 2009)
- Undo your mind EP (Copenhagen Records 2010)
- Larva (SHD 130 tutl 2010)
- Room (2012)
- Bridges (2015)
- Slør (2015)
- Segl (2020)
- Enn (2024)

### Další nahrávky
- Beginner's Guide to Scandinavia (Nascente/Demon Music Group 2011)